# Choanozoa
Choanozoa (del griego: χόανος (choanos) = "embudo" + ζῶον (zōon) = "animal") o coanozoos es un grupo de protistas relacionado con los animales y con los hongos. Sobre la base de estudios moleculares, Choanozoa se incluye en el supergrupo de eucariontes Opisthokonta junto con Animalia y Fungi.
 Recientemente se ha encontrado que Choanoza es parafilético y comprende dos líneas separadas, una relacionada con los hongos (Holomycota) y otra con los animales (Holozoa). Un sinónimo de Choanozoa es Mesomycetozoa, que significa "entre hongos y animales", pero no debe confundirse con Mesomycetozoea, que es una de las clases del grupo. 

## Características
Choanozoa incluye a los organismos opistocontos que no pueden clasificarse en los reinos Animalia y Fungi. El nombre de opistoconto alude a que el flagelo, único cuando está presente, ocupa una posición posterior, avanzando la célula con el flagelo detrás, como se observa en los espermatozoides de los animales y al revés que en la mayoría de los protistas, que son acrocontos (el flagelo "tira" de la célula, de modo que esta avanza con el flagelo por delante). Opisthokonta es una de las líneas principales de Eukarya y considerado un clado. No se conocen organismos fotosintéticos entre los opistocontos.

## Composición
El filo Choanozoa es parafilético (no forma un clado) e incluye una colección diversa de protistas que se clasifican en varias clases, unas relacionadas con los hongos y otras con los animales.

### Paramycia
Relacionadas con los hongos (Holomycota):
- Cristidiscoidea. Comprende Nucleariida, un pequeño grupo de ameboides con filopodios (seudópodos filiformes), que viven principalmente en el suelo y en agua dulce, que son parásitos de algas y algunos protozoos.[5] También comprende Fonticulida, un grupo de ameboides con cuerpo redondeado a partir del cual se extienden filopodios que incluye dos géneros Fonticula y Parvularia. El primero es un moho mucilaginoso, mientras que el segundo es una ameba con características similares a Nucleariida.
- Aphelidea. Un pequeño grupo de organismos endoparásitos de algas con un complejo ciclo de vida. La célula ameboide invade el huésped a través de esporas que hacen uso de las estructuras de la superficie celular del huésped. La división celular produce células flageladas o ameboides que a continuación se liberan del huésped.[6]
- Rozellidea. Es un pequeño grupo de endoparásitos o epibiontes de hongos y algas.[7][8]

### Choanofila
Relacionadas con los animales (Holozoa):
- Ichthyosporea o Mesomycetozoea comprende especies parásitas de vertebrados, principalmente de peces, apareciendo en los tejidos del huésped como esferas u óvalos que contienen esporas.

- Pluriformea incluye a dos géneros Corallochytrium y Syssomonas.

- Filasterea comprende las amebas de largos tentáculos radiados Ministeria (Ministeriida) y Capsaspora (Capsasporida).

- Choanoflagellatea comprende unas 130 especies que viven en aguas dulces y marinas y que presentan un collar de microvellosidades que rodea al único flagelo y del cual toman el nombre. Los coanoflagelados son casi idénticos en forma y función a los coanocitos de las esponjas, los animales actuales más primitivos, por lo que los coanoflagelados (y también Filasterea) parecen estar muy relacionados con el reino animal.

En el pasado se había incluido también entre los protistas a Chytridiomycota, pero ahora se clasifican entre los hongos.

## Filogenia
El siguiente árbol filogenético muestra las relaciones entre los distintos grupos de Opisthokonta:
|  | Nucleariida |
|  |             |
|  | Fonticulida |
|  |             |

|  | Rozellidea (=Rozellomycetes) |
|  |                              |
|  | Microsporidia                |
|  |                              |

|  | Aphelidea (=Aphelidiomycota) |
|  |                              |
|  | Eumycota (hongos verdaderos) |
|  |                              |

|  | Rozellidea (=Rozellomycetes) |
|  |                              |
|  | Microsporidia                |
|  |                              |

|  | Aphelidea (=Aphelidiomycota) |
|  |                              |
|  | Eumycota (hongos verdaderos) |
|  |                              |

|  | Nucleariida |
|  |             |
|  | Fonticulida |
|  |             |

|  | Rozellidea (=Rozellomycetes) |
|  |                              |
|  | Microsporidia                |
|  |                              |

|  | Aphelidea (=Aphelidiomycota) |
|  |                              |
|  | Eumycota (hongos verdaderos) |
|  |                              |

|  | Rozellidea (=Rozellomycetes) |
|  |                              |
|  | Microsporidia                |
|  |                              |

|  | Aphelidea (=Aphelidiomycota) |
|  |                              |
|  | Eumycota (hongos verdaderos) |
|  |                              |

|             | Ichthyosporea (=Mesomycetozoea)                                |
|             |                                                                |
| Pluriformea | \| \| Corallochytrium \| \| \| \| \| \| Syssomonas \| \| \| \| |
|             | \| \| Corallochytrium \| \| \| \| \| \| Syssomonas \| \| \| \| |
|             | Corallochytrium                                                |
|             |                                                                |
|             | Syssomonas                                                     |
|             |                                                                |

|  | Corallochytrium |
|  |                 |
|  | Syssomonas      |
|  |                 |

|           | Filasterea                                                     |
|           |                                                                |
| Apoikozoa | \| \| Choanoflagellatea \| \| \| \| \| \| Animalia \| \| \| \| |
|           | \| \| Choanoflagellatea \| \| \| \| \| \| Animalia \| \| \| \| |
|           | Choanoflagellatea                                              |
|           |                                                                |
|           | Animalia                                                       |
|           |                                                                |

|  | Choanoflagellatea |
|  |                   |
|  | Animalia          |
|  |                   |

|             | Ichthyosporea (=Mesomycetozoea)                                |
|             |                                                                |
| Pluriformea | \| \| Corallochytrium \| \| \| \| \| \| Syssomonas \| \| \| \| |
|             | \| \| Corallochytrium \| \| \| \| \| \| Syssomonas \| \| \| \| |
|             | Corallochytrium                                                |
|             |                                                                |
|             | Syssomonas                                                     |
|             |                                                                |

|  | Corallochytrium |
|  |                 |
|  | Syssomonas      |
|  |                 |

|           | Filasterea                                                     |
|           |                                                                |
| Apoikozoa | \| \| Choanoflagellatea \| \| \| \| \| \| Animalia \| \| \| \| |
|           | \| \| Choanoflagellatea \| \| \| \| \| \| Animalia \| \| \| \| |
|           | Choanoflagellatea                                              |
|           |                                                                |
|           | Animalia                                                       |
|           |                                                                |

|  | Choanoflagellatea |
|  |                   |
|  | Animalia          |
|  |                   |

|  | Nucleariida |
|  |             |
|  | Fonticulida |
|  |             |

|  | Rozellidea (=Rozellomycetes) |
|  |                              |
|  | Microsporidia                |
|  |                              |

|  | Aphelidea (=Aphelidiomycota) |
|  |                              |
|  | Eumycota (hongos verdaderos) |
|  |                              |

|  | Rozellidea (=Rozellomycetes) |
|  |                              |
|  | Microsporidia                |
|  |                              |

|  | Aphelidea (=Aphelidiomycota) |
|  |                              |
|  | Eumycota (hongos verdaderos) |
|  |                              |

|  | Nucleariida |
|  |             |
|  | Fonticulida |
|  |             |

|  | Rozellidea (=Rozellomycetes) |
|  |                              |
|  | Microsporidia                |
|  |                              |

|  | Aphelidea (=Aphelidiomycota) |
|  |                              |
|  | Eumycota (hongos verdaderos) |
|  |                              |

|  | Rozellidea (=Rozellomycetes) |
|  |                              |
|  | Microsporidia                |
|  |                              |

|  | Aphelidea (=Aphelidiomycota) |
|  |                              |
|  | Eumycota (hongos verdaderos) |
|  |                              |

|             | Ichthyosporea (=Mesomycetozoea)                                |
|             |                                                                |
| Pluriformea | \| \| Corallochytrium \| \| \| \| \| \| Syssomonas \| \| \| \| |
|             | \| \| Corallochytrium \| \| \| \| \| \| Syssomonas \| \| \| \| |
|             | Corallochytrium                                                |
|             |                                                                |
|             | Syssomonas                                                     |
|             |                                                                |

|  | Corallochytrium |
|  |                 |
|  | Syssomonas      |
|  |                 |

|           | Filasterea                                                     |
|           |                                                                |
| Apoikozoa | \| \| Choanoflagellatea \| \| \| \| \| \| Animalia \| \| \| \| |
|           | \| \| Choanoflagellatea \| \| \| \| \| \| Animalia \| \| \| \| |
|           | Choanoflagellatea                                              |
|           |                                                                |
|           | Animalia                                                       |
|           |                                                                |

|  | Choanoflagellatea |
|  |                   |
|  | Animalia          |
|  |                   |

|             | Ichthyosporea (=Mesomycetozoea)                                |
|             |                                                                |
| Pluriformea | \| \| Corallochytrium \| \| \| \| \| \| Syssomonas \| \| \| \| |
|             | \| \| Corallochytrium \| \| \| \| \| \| Syssomonas \| \| \| \| |
|             | Corallochytrium                                                |
|             |                                                                |
|             | Syssomonas                                                     |
|             |                                                                |

|  | Corallochytrium |
|  |                 |
|  | Syssomonas      |
|  |                 |

|           | Filasterea                                                     |
|           |                                                                |
| Apoikozoa | \| \| Choanoflagellatea \| \| \| \| \| \| Animalia \| \| \| \| |
|           | \| \| Choanoflagellatea \| \| \| \| \| \| Animalia \| \| \| \| |
|           | Choanoflagellatea                                              |
|           |                                                                |
|           | Animalia                                                       |
|           |                                                                |

|  | Choanoflagellatea |
|  |                   |
|  | Animalia          |
|  |                   |

## Galería

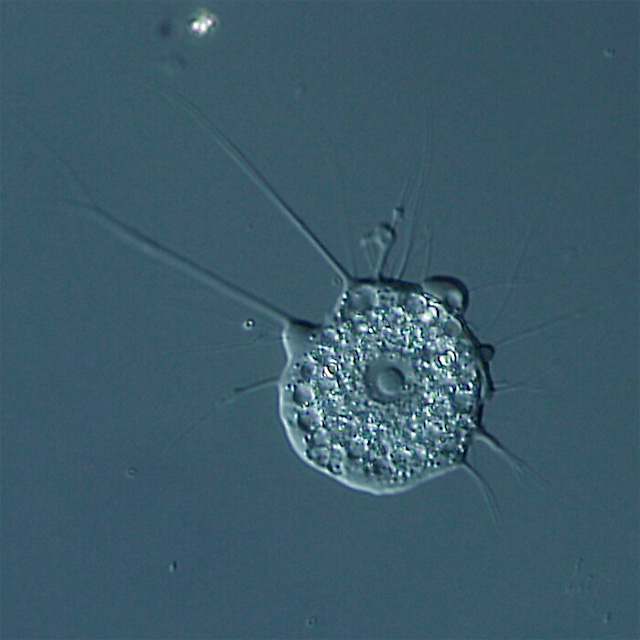
Nuclearia (Nucleariida)
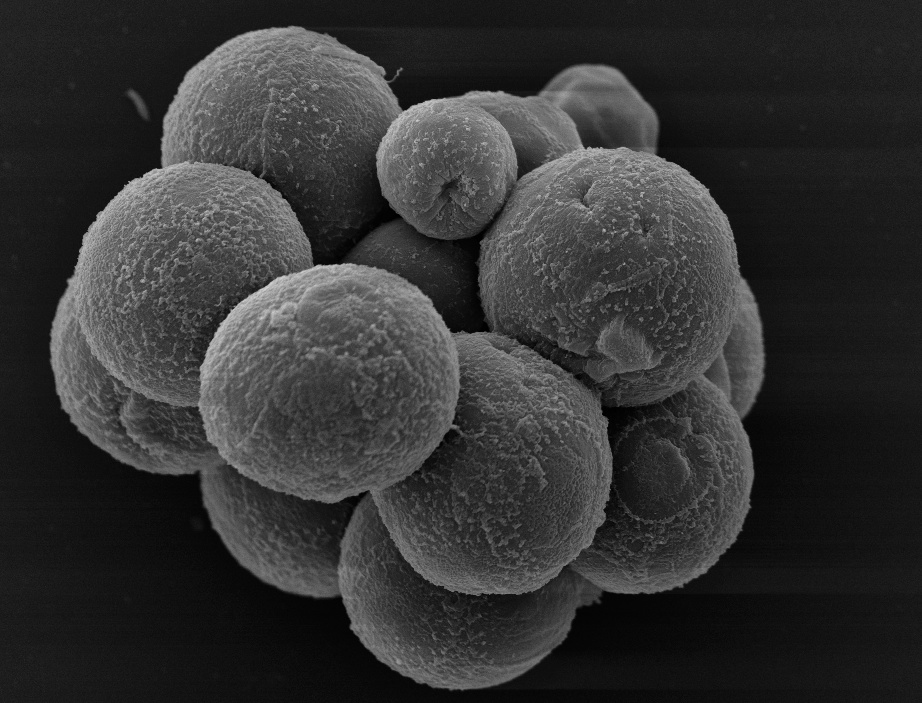
Sphaeroforma arctica (Mesomycetozoea)
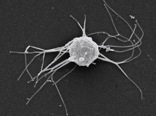
Ministeria vibrans (Ministeriida, Filasterea)
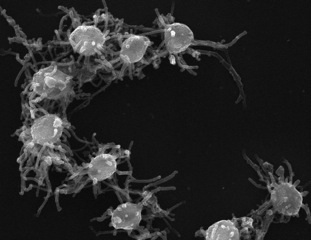
Capsaspora owczarzaki (Capsasporida, Filasterea)
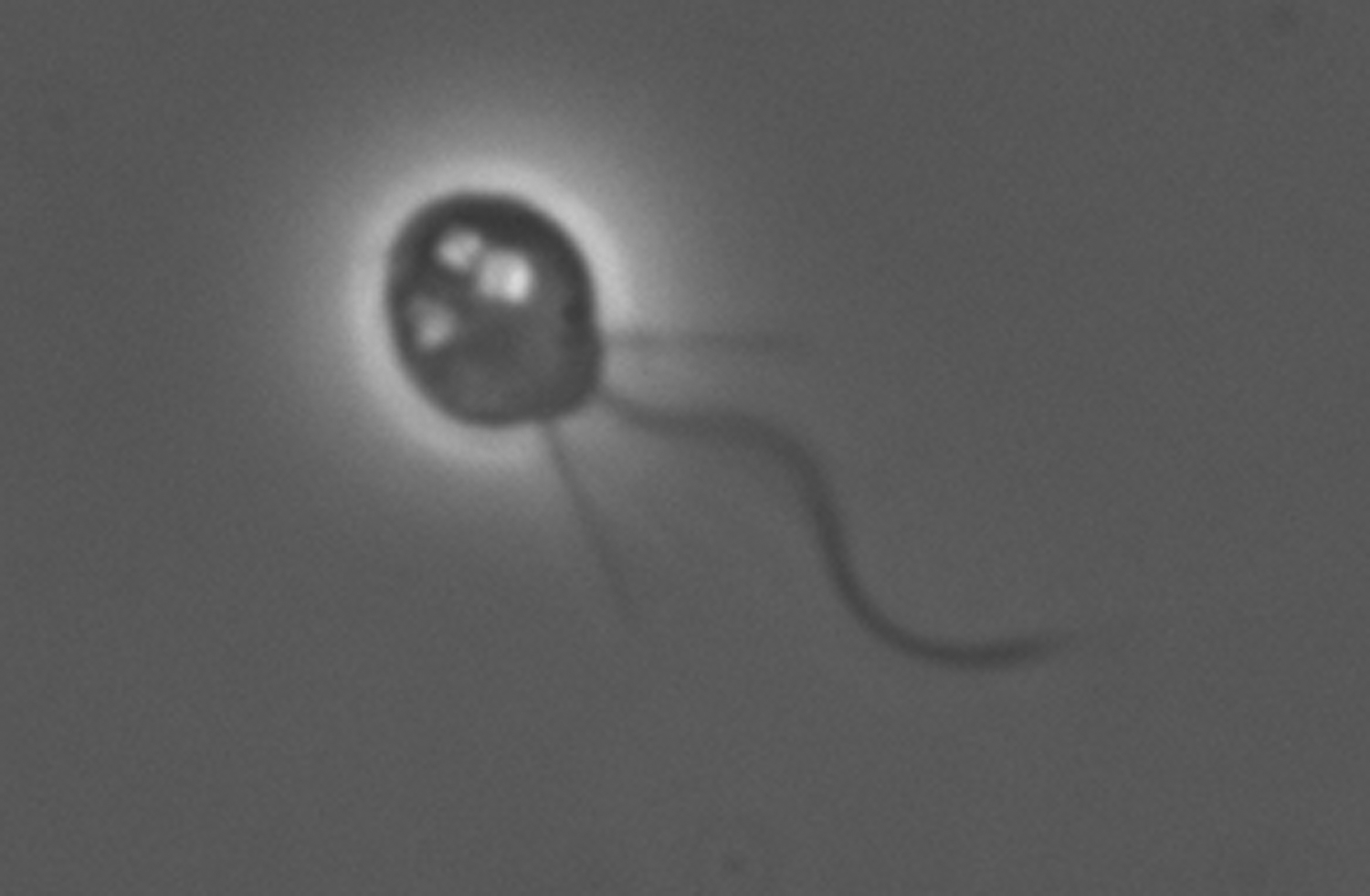
Monosiga brevicollis (Choanoflagellatea)
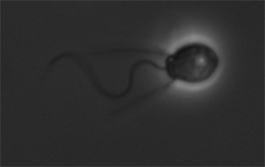
Salpingoeca  (Choanoflagellatea)
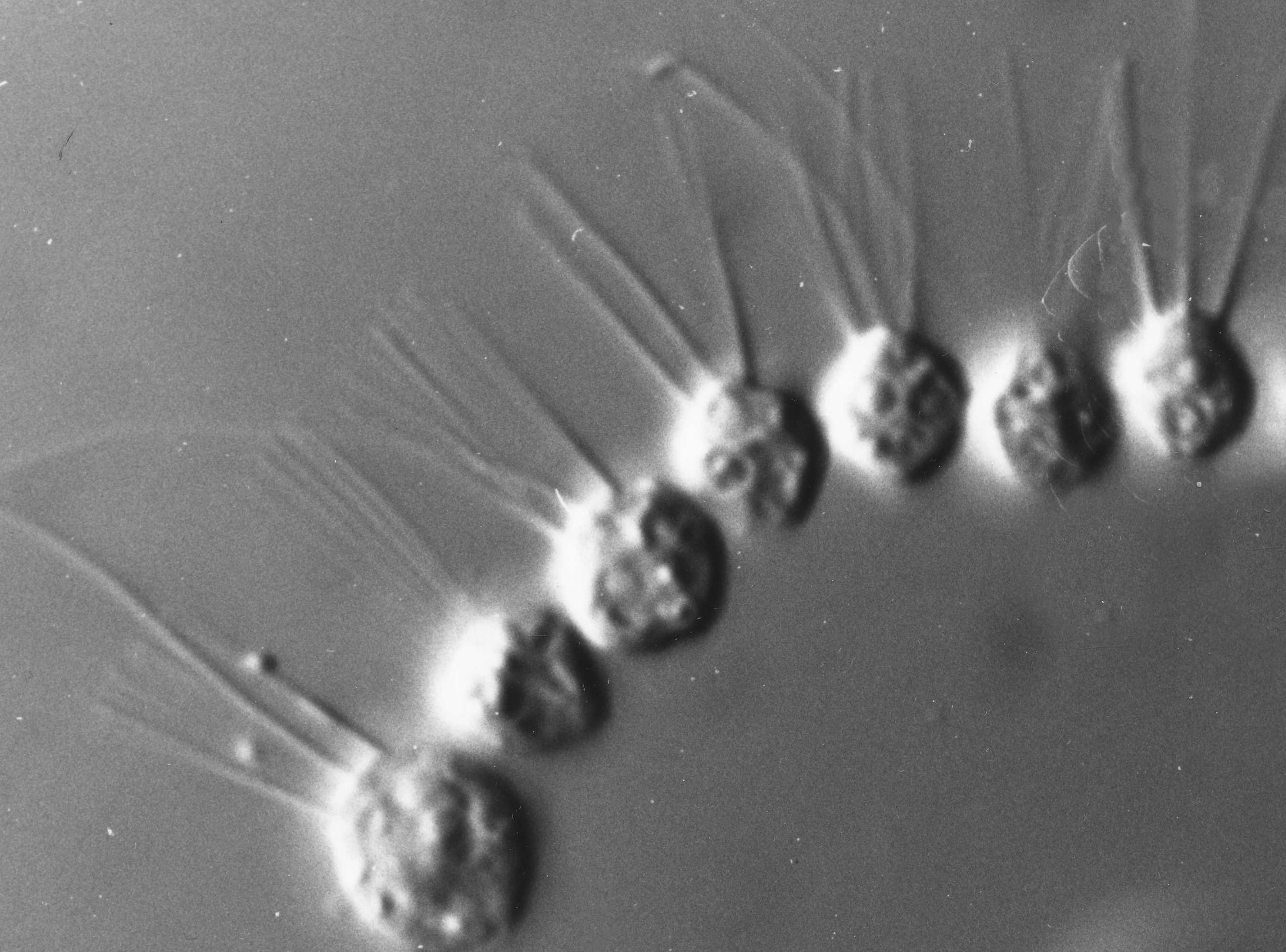
Colonia de Desmarella moniliformis (Choanoflagellatea)
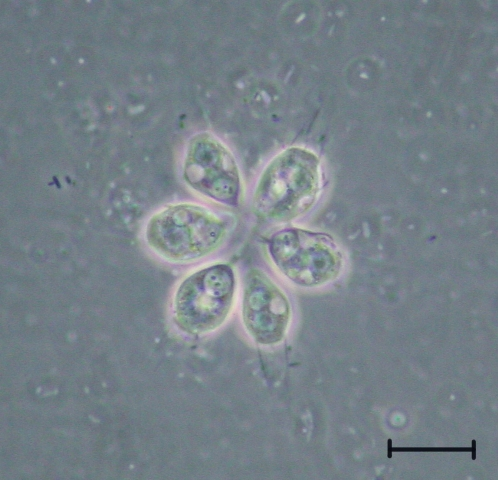
Colonia de Codosiga (Choanoflagellatea)
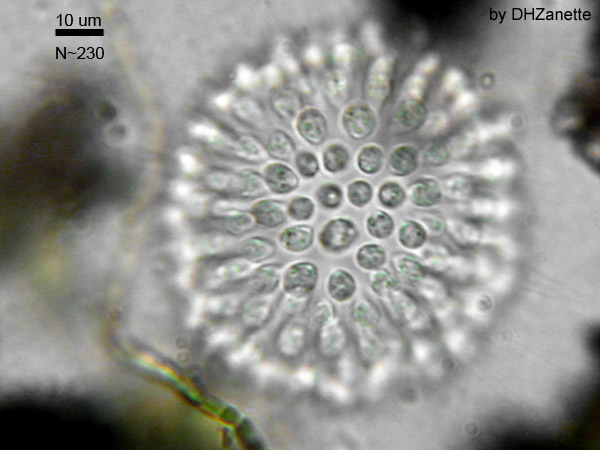
Colonia de Sphaeroeca (Choanoflagellatea)